# Colocasiomyia crassipes
Colocasiomyia crassipes är en tvåvingeart som först beskrevs av Meijere 1914.  Colocasiomyia crassipes ingår i släktet Colocasiomyia och familjen daggflugor. Inga underarter finns listade i Catalogue of Life.